# ديفيدسون نيكول
ديفيدسون نيكول (بالإنجليزية: Abioseh Nicol)‏ هو دبلوماسي وشاعر سيراليوني، ولد في 14 سبتمبر 1924 في فريتاون في سيراليون، وتوفي في 20 سبتمبر 1994 في كامبريدج في المملكة المتحدة.

## وصلات خارجية
- ديفيدسون نيكول على موقع الموسوعة البريطانية (الإنجليزية)
- ديفيدسون نيكول على موقع ديسكوغز (الإنجليزية)